# Andrés Semitiel Rubio
Andrés Semitiel Rubio (Cieza, 16 de noviembre de 1901-Ciudad de México, 11 de julio de 2004) fue un político y médico español.

## Biografía
Nació en la localidad murciana de Cieza el 16 de noviembre de 1901.
Miembro del Sindicato de la Construcción de la UGT desde 1916, ingresaría en la agrupación local del PSOE de Cieza en octubre de 1922. En 1923 fue reclutado por el ejército para participar en la guerra de África, siendo destinado a la Sanidad Militar. Llegó a prestar sus servicios en el hospital «Deker» durante un año y también hospital Alfonso XIII (Melilla) durante otros dos años. En 1925 intervino en el desembarco de Alhucemas. Año siguiente se graduaría como practicante de medicina por la Universidad de Valencia, ejerciendo a partir de entonces en la sanidad civil en Villa Alhucemas.
En 1934 sería trasladado a la península, instalándose de nuevo en Cieza. En mayo de 1936 resultó elegido compromisario por la circunscripción de Murcia-provincia para la elección del presidente de la República Española.
Tras el estallido de la Guerra civil se unió a las milicias republicanas. Posteriormente pasó a formar parte del comisariado político del Ejército Popular de la República. En calidad de tal, en marzo de 1937 fue nombrado comisario de Batallón de la 9.ª División, y más adelante ejercería como comisario de la 32.ª División.
Al final de la contienda se exilió en Francia, junto a los restos del ejército republicano. Posteriormente se trasladó a México, a donde llegó en 1942 a bordo del Nyassa. Allí ejercería privadamente la medicina, al tiempo que mantenía la actividad política. Formó parte de la UGT y de la Agrupación socialista en México, a la que llegó a representar en el Congreso de Suresnes (1974) y en el XXVII Congreso del PSOE (1976). Falleció en Ciudad de México el 11 de julio de 2004.